# 基氏鰕鱂
基氏鰕鱂，為輻鰭魚綱鯉齒目鰕鱂亞目鰕鱂科鰕鱂屬的其中一種，為熱帶淡水魚，分布於亞洲印度淡水流域，體長可達5公分，棲息在底中層水域，生活習性不明，可做為觀賞魚。

## 擴展閱讀
維基物種上的相關：基氏鰕鱂